# Jurij Prodan
Jurij Wasylowycz Prodan, ukr. Юрій Васильович Продан (ur. 27 stycznia 1959 w Norylsku) – ukraiński polityk i inżynier, były minister.

## Życiorys
Z wykształcenia inżynier elektryk, absolwent kijowskiej politechniki. Był prezesem przedsiębiorstw energetycznych. Od 2001 kierował narodową komisją regulacji elektroenergetyki. W 2005 został wiceministrem energetyki i paliw, a 18 grudnia 2007 objął stanowisko ministra tego resortu. Funkcję tę pełnił do 11 marca 2010. 27 lutego 2014 objął ponownie urząd ministra energetyki (oraz polityki węglowej) w gabinecie Arsenija Jaceniuka. Zakończył urzędowanie 2 grudnia tego samego roku.